# Franciszek (książę Brunszwiku-Lüneburga)

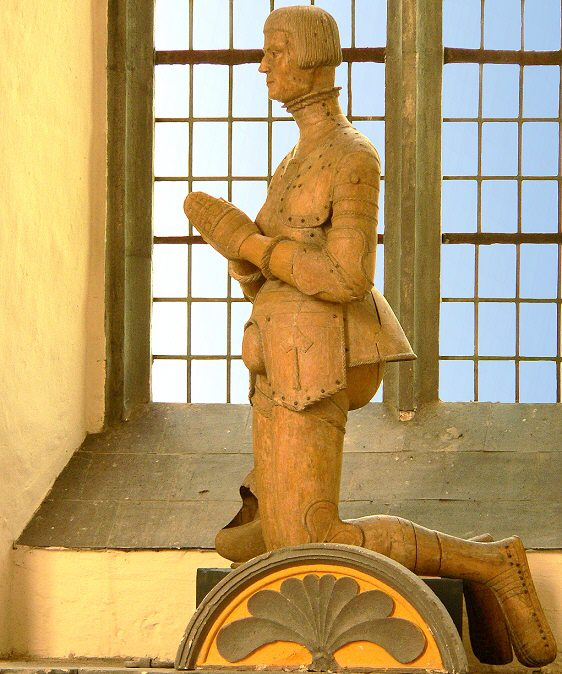
Drewniana rzeźba księcia podczas modlitwy w kaplicy zamkowej w Gifhorn

Franciszek, niem. Franz Herzog von Braunschweig-Lüneburg (ur. 23 listopada 1508 w Uelzen, zm. 23 listopada 1549 w Gifhorn) – książę Lüneburga (Celle) od 1536 do 1549 r. z dynastii Welfów.
Franciszek książę Brunszwiku i Lüneburga był najmłodszym synem Henryka II Średniego. Po trzyletnich wspólnych rządach z bratem Ernestem I Wyznawcą panował od 1539 aż do śmierci w 1549 w zamku Gifhorn w nowo powstałym księstwie Gifhorn, które otrzymał od brata Ernesta jako dziedzictwo.

## Małżeństwo
W 1547 ożenił się  z  Klarą sasko-lauenburską (zm. 1576), córką księcia Magnusa I Sachsen-Lauenburg. Małżeństwo trwało tylko trzy lata, ponieważ Franz zmarł w 1549 r. w swoje 41 urodziny. Przyczyną była nieuleczalna infekcja  stopy, której amputacja nie uratowała jego życia. Ponieważ z małżeństwa nie narodził się syn, księstwo Gifhorn powróciło do domeny Celle. Wdowa po nim księżna Klara otrzymała zamek Fallersleben w Wolfsburgu. Zmarła w  1576 r. podczas wizyty u córki w Bardzie, gdzie została pochowana.

## Potomstwo
- Katarzyna (1548-10 grudnia 1565) 
  - ∞ Henryk VI von Plauen, burgrabia miśnieński (29 grudnia 1536-22 stycznia 1572)
- Klara (1 stycznia 1550-26 stycznia 1598) 
  - ∞ I: Bernard VII, książę Anhaltu (1540-1570)
  - ∞ II: Bogusław XIII, książę Pomorza (1544-1606)